# Mariusz Zasada (gimnastyk)
Mariusz Zasada (ur. 19 stycznia 1954 w Bydgoszczy) – polski gimnastyk sportowy profesor, nauczyciel akademicki, olimpijczyk z Montrealu 1976.

## Kariera
Przez całą karierę sportową (lata 1965-1980) reprezentował barwy Zawiszy Bydgoszcz. Mistrz Polski w ćwiczeniach na koniu z łękami w roku 1978.
Międzynarodowy mistrz Węgier z roku 1978.
Na igrzyskach olimpijskich w 1976 roku w Montrealu zajął:
- 11. miejsce w wieloboju drużynowym (partnerami byli:Andrzej Szajna, Marian Pieczka, Łukasz Uhma, Roman Tkaczyk, Grzegorz Ciastek),
- 31. miejsce w ćwiczeniach na poręczach,
- 53. miejsce w ćwiczeniach na drążku,
- 54. miejsce w skoku przez konia,
- 71. miejsce w wieloboju indywidualnym,
- 76. miejsce w ćwiczeniach na kółkach,
- 80. miejsce w ćwiczeniach na koniu z łękami,
- 88. miejsce w ćwiczeniach wolnych.